# Европско првенство у атлетици на отвореном 1990 — 10.000 метара за мушкарце
Трка на 10.000 метара у мушкој конкуренцији на Европском првенству у атлетици 1990. одржана је 27. августа на стадиону Пољуд у Сплиту.
Титулу освојену 1986. у Штутгарту, није одбранио Стефано Меи из Италије.

## Земље учеснице
Учествовало је 25 такмичара из 16 земаља. 
1. Аустрија (1)
2. Белгија (1)
3. Бугарска (1)
4. Грчка (1)
5. Источна Немачка (1)
6. Италија (3)
7. Мађарска (1)
8. Норвешка (2)
9. Пољска (1)
10. Португалија (2)
11. Совјетски Савез (1)
12. Уједињено Краљевство (2)
13. Финска (1)
14. Француска (3)
15. Холандија (1)
16. Шпанија (3)

## Рекорди
| Рекорди пре почетка Европског првенства 1990. | Рекорди пре почетка Европског првенства 1990. | Рекорди пре почетка Европског првенства 1990. | Рекорди пре почетка Европског првенства 1990. | Рекорди пре почетка Европског првенства 1990. | Рекорди пре почетка Европског првенства 1990. |
| --------------------------------------------- | --------------------------------------------- | --------------------------------------------- | --------------------------------------------- | --------------------------------------------- | --------------------------------------------- |
| Светски рекорд                                | Артуро Бариос                                 | Мексико                                       | 27:08,23                                      | Берлин, Немачка                               | 18. август 1989.                              |
| Европски рекорд                               | Фернандо Мамеде                               | Португалија                                   | 27:13,81                                      | Стокхолм, Шведска                             | 2. јули 1984.                                 |
| Рекорди Европских првенстава                  | Марти Ваинио                                  | Финска                                        | 27:30,99                                      | Праг, Чехословачка                            | 29. август 1978.                              |
| Најбољи светски резултат сезоне               | Артуро Бариос                                 | Мексико                                       | 27:18,22                                      | Берлин, Немачка                               | 17. август 1990.                              |
| Најбољи европски резултат сезоне              | Салваторе Антибо                              | Италија                                       | 27:25,16                                      | Осло, Норвешка                                | 14. јули 1990.                                |

## Најбољи резултати у 1990. години
Најбољи атлетичари у трци на 10.000 метара 1990. године пре почетка европског првенства (26. августа 1990) заузимали су следећи пласман на европској и светској ранг листи (СРЛ).
| 1.  | Салваторе Антибо       | Италија   | 27:25,16 | 14. јули  | 2. СРЛ  |
| 2.  | Тијери Пантел          | Француска | 27:31,16 | 14. јули  | 5. СРЛ  |
| 3.  | Аре Наким              | Норвешка  | 27:32,52 | 14. јули  | 6. СРЛ  |
| 4.  | Антонио Пријето        | Шпанија   | 27:37,49 | 14. јули  | 7. СРЛ  |
| 5.  | Алехандро Гомез Кабрал | Шпанија   | 27:41,30 | 14. јули  | 7.СРЛ   |
| 6.  | Јон Халворсен          | Норвешка  | 27:43,34 | 14. јули  | 12. СРЛ |
| 7.  | Жан-Луј Пријанон       | Француска | 27:44,89 | 14. јули  | 14. СРЛ |
| 8.  | Хосе Мауел Албентоса   | Шпанија   | 27:45,10 | 14. јули  | 15. СРЛ |
| 9.  | Стефано Меи            | Италија   | 27:56,30 | 14. јули  | 18. СРЛ |
| 10. | Frank O'Mara           | Ирска     | 27:58,74 | 21. април | 19. СРЛ |

Такмичари чија су имена подебљана учествовали су на ЕП.

## Освајачи медаља
|                          |                    |                     |
| Салваторе Антибо Италија | Аре Наким Норвешка | Стефано Меи Италија |

## Резултати

### Финале
| Пласман | Атлетичар              | Земља                | Резултат | Белешка |
| ------- | ---------------------- | -------------------- | -------- | ------- |
|         | Салваторе Антибо       | Италија              | 27:41,27 |         |
|         | Аре Наким              | Норвешка             | 28:04,04 |         |
|         | Стефано Меи            | Италија              | 28:04,46 |         |
| 4.      | Антонио Пријето        | Шпанија              | 28:05,35 |         |
| 5.      | Ричард Неруркар        | Уједињено Краљевство | 28:07,81 |         |
| 6.      | Хосе Мауел Албентоса   | Шпанија              | 28:11,00 |         |
| 7.      | Езекиел Канарио        | Португалија          | 28:11,95 |         |
| 8.      | Marti ten Kate         | Холандија            | 28:12,53 |         |
| 9.      | Золтан Калди           | Мађарска             | 28:13,71 |         |
| 10.     | Алехандро Гомез Кабрал | Шпанија              | 28:16,06 |         |
| 11.     | Дитмар Милониг         | Аустрија             | 28:16,95 |         |
| 12.     | Јон Халворсен          | Норвешка             | 28:17,40 |         |
| 13.     | Жан-Луј Пријанон       | Француска            | 28:21,71 |         |
| 14.     | Антонио Пинто          | Португалија          | 28:26,68 |         |
| 15.     | Спирос Андриопулос     | Грчка                | 28:28,95 |         |
| 16.     | Ђузепе Мичпли          | Италија              | 28:29,57 |         |
| 17.     | Пол Арпен              | Француска            | 28:38,67 |         |
| 18.     | Колин Мур              | Уједињено Краљевство | 28:59,00 |         |
| 19.     | Хари Хенинен           | Финска               | 29:07,53 |         |
| 20.     | Raf Wijns              | Белгија              | 29:09,74 |         |
| 21.     | Александар Бурцев      | Совјетски Савез      | 29:16,26 |         |
| 22.     | Карстен Ајх            | Источна Немачка      | 30:21,03 |         |
| —       | Evgeni Ignatov         | Бугарска             | НЗ       |         |
| —       | Тијери Пантел          | Француска            | НЗ       |         |
| —       | Sławomir Majusiak      | Пољска               | НЗ       |         |